# RAF F.E.2
RAF F.E.2
RAF F.E.2b
- 用途：複座戦闘機
- 設計者：ジェフリー・デ・ハビランド
- 製造者：王立航空工廠
- 運用者：イギリス陸軍航空隊
- 初飛行：1914年2月
- 生産数：1,939機
- 生産開始：1915年9月
- 運用開始：1914年
- 退役：1918年
- 運用状況：退役

FE2（RAF Fe2）は、第一次世界大戦中のイギリスの推進式複座複葉戦闘機である。

## 概要
ジェフリー・デ・ハビランドが設計した推進式航空機で、後に彼が設計するエアコー DH.2と共にイギリス陸軍航空隊が、1915年後半に機銃同調装置を装備したドイツ軍のいわゆる「フォッカーの懲罰」への対抗手段を与えた機体である。型番の“FE2”とは“Farman Experimental 2”の略で、同じく推進式の航空機を製作していたファルマン兄弟の機体を範にとっていた。
1916年6月18日、撃墜王マックス・インメルマンを撃墜し、1917年7月6日、レッドバロンことマンフレート・フォン・リヒトホーフェンを負傷させた機体でもある。
原型となったFE2aは第一次世界大戦まえの1913年8月に完成していたが、搭載されたグリーン発動機（120馬力）が出力不足であった為、殆ど製作されなかった。その後、発動機をビアドモア（120～160馬力）に換装しFE2bとなった。飛行性能はフォッカー アインデッカーシリーズに対しては優位であったが、後に登場するドイツ軍新鋭機には劣位であり、1916年後半になると徐々に昼間戦闘任務からは退き、夜間戦闘や爆撃へと任務をシフトして行った。
機体は前席に偵察員。後席へパイロットを配した縦列複座式のコクピットを機首に置き、後部胴体に発動機を備えて四枚プロペラを回し、プロペラ回転面を避けて主翼から伸びた四本の細いブームで尾翼を支える構造。席の前に偵察員が操作する旋回式のルイス機銃があり（前方と後方に各1。装弾数47/97発）、後方銃は偵察員が後上方を射撃する事（席から命綱なしで立ち上がって操作するので、常に滑落の危険を伴っていた）や、逆に偵察員の頭越しにパイロットが前方射撃する事も可能である。それぞれのルイス機銃は連装式に装備される場合もある。また、主翼下の爆弾架に合計235キロまでの爆弾を搭載可能で爆撃機としても運用可能だった。夜間戦闘機型の一部には、機銃に代えて偵察員席に1.59インチビッカース Q.F. ガン, Mk II一門を搭載した機体もある。
改良型のFE2cはツェッペリン飛行船攻撃用にルイス機銃の他、サーチライトとQF 1ポンド砲（37mm機関砲）を搭載する試作夜間戦闘機型だが生産数は少ない。パイロットと偵察員席を前後入れ換えているのが特徴である。
1917年登場の最終生産型FE2dはより強力な250馬力のイーグル発動機を搭載しており、速度的な向上は僅かだが上昇性能と搭載能力が改善されている。しかし、既にFE2d程度の性能では昼間戦闘には耐えられず、もっぱら夜間戦闘と爆撃任務に回された。旧式化したものの、結局FE2シリーズは終戦まで運用が続けられた。

## 主要諸元 (FE2b)

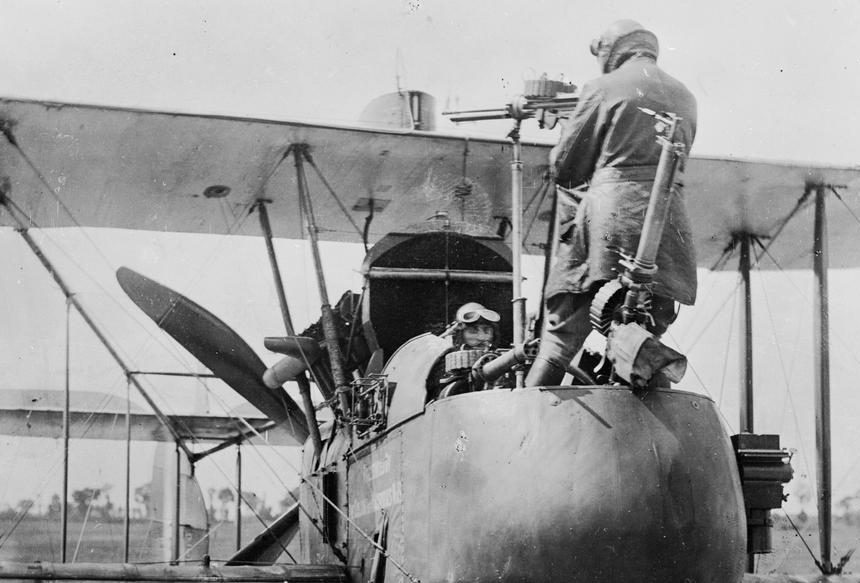
FE2dの偵察員が操縦士席前の旋回式ルイス機銃を後上方へ向けて操作する図。
安全帯等は皆無で危険な行為を余儀なくされるのが分かる。
前席には偵察員用のルイス機銃が確認出来るが、本機は他にパイロット用ルイス機銃（非正規装備）を持つ、変則的な単装機銃3丁装備機である。

出典: 航空機名鑑 第一次大戦・大戦間編.
諸元
- 乗員: 2名（パイロット、偵察員）
- 全長: 9.83 m
- 全高: 3.85 m
- 翼幅: 14.55 m
- 最大離陸重量: 1,378 kg
- 動力: ビアドモア 列型6気筒レシプロエンジン、 （160 hp）   × 1

性能
- 最大速度: 147 km/h
- 航続距離:   2時間半
- 実用上昇限度: 3,353 m

武装
- 固定武装: パイロットまたは前方偵察員が操作する、7.7mmルイス機銃1or2。前方偵察員操作の、7.7mmルイス機銃1or2。
- 爆弾: 235 kgまで